# Grindu (Ialomița)
Grindu è un comune della Romania di 2 177 abitanti, ubicato nel distretto di Ialomița, nella regione storica della Muntenia.

## Etimologia
Il nome Grindu deriva dal sostantivo grind che in Bărăgan significa qualsiasi piccola elevazione di terra nella pianura (dalla gloria : grendu). Il nome è dovuto al fatto che il focolare del villaggio si trova su una striscia di terra un po' 'più alta rispetto all'ambiente circostante.

## Storia
Alla fine del XIX secolo, il comune faceva parte della rete Câmpul della contea di Ialomița e consisteva nei villaggi di Grindu e Grindași , con una popolazione di 2 883 abitanti. Nel comune c'erano due chiese e tre scuole - una per ragazzi e una per ragazze a Grindu, e una mista a Grindași - con 139 studenti (di cui 60 ragazze).  Nel 1925, l'annuario Socec registra il comune nella rete Urziceni della stessa contea, con 2 559 abitanti; il villaggio di Grindași si separò e divenne la residenza di un comune indipendente.
Nel 1950 il comune passò all'amministrazione del distretto di Urziceni dalla regione di Ialomița , quindi (dopo il 1952) dalla regione di Ploiești e (dopo il 1956) dalla regione di Bucarest . Nel 1968, il comune tornò nella contea di Ialomița , ristabilita.

## Storico
Nel comune di Grindu si trova la chiesa dell'Ascensione del Signore , situata all'interno dell'ex CAP e costruita tra il 1838-1842 dal grande culto Ispas Făgărășanu, un edificio considerato un monumento storico di architettura di interesse nazionale.